# Maurice Carrier (historien)
Pour les articles homonymes, voir Maurice Carrier et Carrier (homonymie).
Maurice Carrier, né le 1er juillet 1927 à Windsor, Québec, Canada et mort le 5 mars 2017) est un enseignant universitaire et historien canadien. Il est ethnologue et spécialiste de la culture matérielle.

## Biographie
Maurice Carrier est le fils de Camille Carrier et de Delvina Couture. Né le 1er juillet 1927, il a été baptisé le lendemain en l'église catholique Saint-Philippe de Windsor. Il a été membre de la congrégation des Frères du Sacré-Cœur d'Arthabaska sous le nom de Frère Antoine. Il a quitté la communauté en 1962. Le 29 juin 1963, en l'église catholique Saint-Frédéric de Beauce, il a épousé Isabelle Vachon, fille de Napoléon Vachon et d'Alexandrienne Gilbert. Ils sont les parents d'une fille et d’un garçon. Maurice Carrier est décédé le 5 mars 2017.
Maurice Carrier a obtenu une maîtrise en histoire à l'université d'Ottawa en 1961 et un doctorat à l'Université Laval en 1967. Il a poursuivi des études post-doctorales en ethnologie à l'École des hautes études en sciences sociales et au musée national des Arts et Traditions populaires à Paris.
Il a enseigné de 1946 jusqu'à sa retraite le 31 mai 1989. Il a enseigné d'abord au niveau élémentaire puis au niveau secondaire et aussi au niveau collégial à la formation des maîtres, à l'École normale Maurice-Duplessis de 1962 à 1969. À la création de l'Université du Québec à Trois-Rivières (UQTR) en 1969, il y est devenu professeur et a été le premier directeur du département des sciences humaines de cette université jusqu'à sa retraite.
En 1969, il amorce une importante collaboration avec Robert-Lionel Séguin qu'il invite à s'installer à Trois-Rivières dès 1970 pour y créer un Centre de recherches en civilisation traditionnelle dont Maurice Carrier est l'initiateur. C'est là que germera l'idée d'un Musée des arts et traditions populaires. Maurice Carrier fut un ami indéfectible de Séguin. Après le décès de Robert-Lionel Séguin survenu en 1982, l'UQTR a acquis la collection Séguin et Maurice Carrier en assuma la direction scientifique en 1985.
Il a aussi été professeur de civilisation canadienne à l’université de Poitiers et à l'université de Grenoble.

## Honneurs
- 1984 - Officier de la Compagnie des Cent associés francophones
- 1987 - Officier de l'Ordre national du Québec
- 2001 - Grand Prix culturel de la Ville de Trois-Rivières

## Œuvres
- Frère Antonio, s.c., Frère Antoine, s.c. (Maurice Carrier), Frère Armand, s.c., Cours d'apprentissage : art oratoire, Arthabaska, Les Éditions Sainte-Cécile, les Frères du Sacré-Cœur, c1960, 70 pages
- Frère Antoine, s.c. (Maurice Carrier), Laurier, citoyen d'Arthabaska, Mémoire de maîtrise, Université d'Ottawa, 1961, 167 pages
- Maurice Carrier, Le libéralisme de Jean-Baptiste-Éric Dorion, thèse de doctorat, Université Laval, 1967, 356 pages
- Maurice Carrier et Monique Vachon, «La France dans la chanson politique québécoise 1763-1855», Ethnologie française, volume 5, numéro 1, janvier 1975, pages 91-118
- Maurice Carrier et Monique Vachon, «Mars 1810. Trois chansons politiques», Revue d'ethnologie du Québec, Montréal, volume 1, 1975, pages 51-77
- Maurice Carrier et Monique Vachon, «Il y a cent ans... Guibord», Revue d'ethnologie du Québec, Montréal, numéro 2, 1975, pages 77-97
- Maurice Carrier et Monique Vachon, «Naissance d'une chanson politique : le chant des Voltigeurs, 23 décembre 1861», Revue d'ethnologie du Québec, Montréal, volume 3, 1976, pages 105-117
- Maurice Carrier et Monique Vachon, «Les mœurs électorales des Québécois d'autrefois», Revue d'ethnologie du Québec, Montréal, numéro 4, 1976, pages 39-97
- Maurice Carrier et Monique Vachon, «De C'est la faute à Papineau aux Quatre-vingt-douze Résolutions», Revue d'ethnologie du Québec, Montréal, numéro 5, 1977, pages 49-112
- Maurice Carrier et Monique Vachon, Chansons politiques du Québec, Volume 1, 1765-1833, Montréal, Leméac, 1977, 364 pages (Compte-rendu par Benoît Lacroix, dans Revue d'histoire de l'Amérique française, volume 32, numéro 1, 1978, pages 98-100; Compte-rendu par Robert Bouthillier, dans Recherches sociographiques, volume 19, numéro 2, 1978, pages 288-290); Volume 2, 1834-1858, Montréal, Leméac, 1979 (Compte-rendu par Édith Champagne, dans Revue d'histoire de l'Amérique française, volume 35, numéro 2, 1981, pages 274-275); (vol. 3, manuscrit) Chansons politiques du Québec, 1858-1873
- Maurice Carrier, Préface de l’ouvrage de Jeanne L'Archevêque-Duguay, Lettres d'une paysanne à son fils, 1977
- Maurice Carrier et Monique Vachon, «Laurier, le porte-étendard du Parti Libéral», Revue d'ethnologie du Québec, Montréal, numéro 7, 1978, pages 19-83
- Maurice Carrier, «Les 5 ans de CKRL-MF», Antennes, revue québécoise des communications, Québec, numéros 9-10, 1978, pages 14-17
- Maurice Carrier, « Compte rendu de : Jeux, rythmes et divertissements traditionnels (par Madeleine Doyon-Ferland)», Revue d'histoire de l'Amérique française, volume 35, numéro 3, 1981, pages 416-417
- Maurice Carrier, «Compte rendu de : Massicotte et son temps (par Bernard Genest)», Revue d'histoire de l'Amérique française, volume 34, numéro 4, 1981, pages 630-631
- Maurice Carrier, Préface de l'ouvrage de Sœur Claire Perreault, Les 100 ans de l'Hôtel-Dieu d’Arthabaska, 1884-1984, 1983
- Maurice Carrier, Alain Blais, Pierre Girard et Jeanne Morin, Trois-Rivières au fil du temps, 1982-1984.
- André Héroux et Maurice Carrier, La collection Séguin, Trois-Rivières, Université du Québec à Trois-Rivières et CHEM-TV; Montréal, Société Radio-Canada, c1984 (format DVD)
- Gilles Desaulniers et Maurice Carrier, Album souvenir du vingt-cinquième anniversaire de la paroisse Saint-Pie X de Trois-Rivières [Variante du titre: Saint-Pie X,1959-1984], Trois-Rivières, [sans nom d'éditeur], 1984, 69 pages
- Gary Myles (réalisateur), Maurice Carrier et André Héroux, La collection Robert-Lionel Séguin, Trois-Rivières, Université du Québec à Trois-Rivières, c1987 (format DVD)
- Gary Myles (réalisateur), Maurice Carrier et Normand Lafleur, Pour notre mémoire, Trois-Rivières, Université du Québec à Trois-Rivières, c1988 (format DVD)
- Léo Plamondon (réalisateur), Maurice Carrier et Robert-Lionel Séguin, Le premier historien de l'homme du Québec, [Sans lieu], Les films Léo Plamondon Inc., c1989 (format DVD)
- Carrier, Maurice, «Au peuple françois», Cap-aux-Diamants, 1989, Volume 5, numéro 3, pages 15-17
- Maurice Carrier, «Compte rendu de : Trésors de société.. (par Richard Dubé)», Revue d'histoire de l'Amérique française, volume 53, numéro 1, 1999, pages 160
- Maurice Carrier, Les souvenirs de Marie-Anne Vachon (manuscrit)
- Maurice Carrier, Les Beauceronnies de Suzanne Vachon (manuscrit)
- Maurice Carrier, Histoire du Québec par la caricature, 1864-1918 (manuscrit)
- Une cinquantaine d'articles publiés par Maurice Carrier
- Collaboration aux émissions consacrées par Radio-Canada à Sir Wilfrid Laurier